# シリアルケーブル

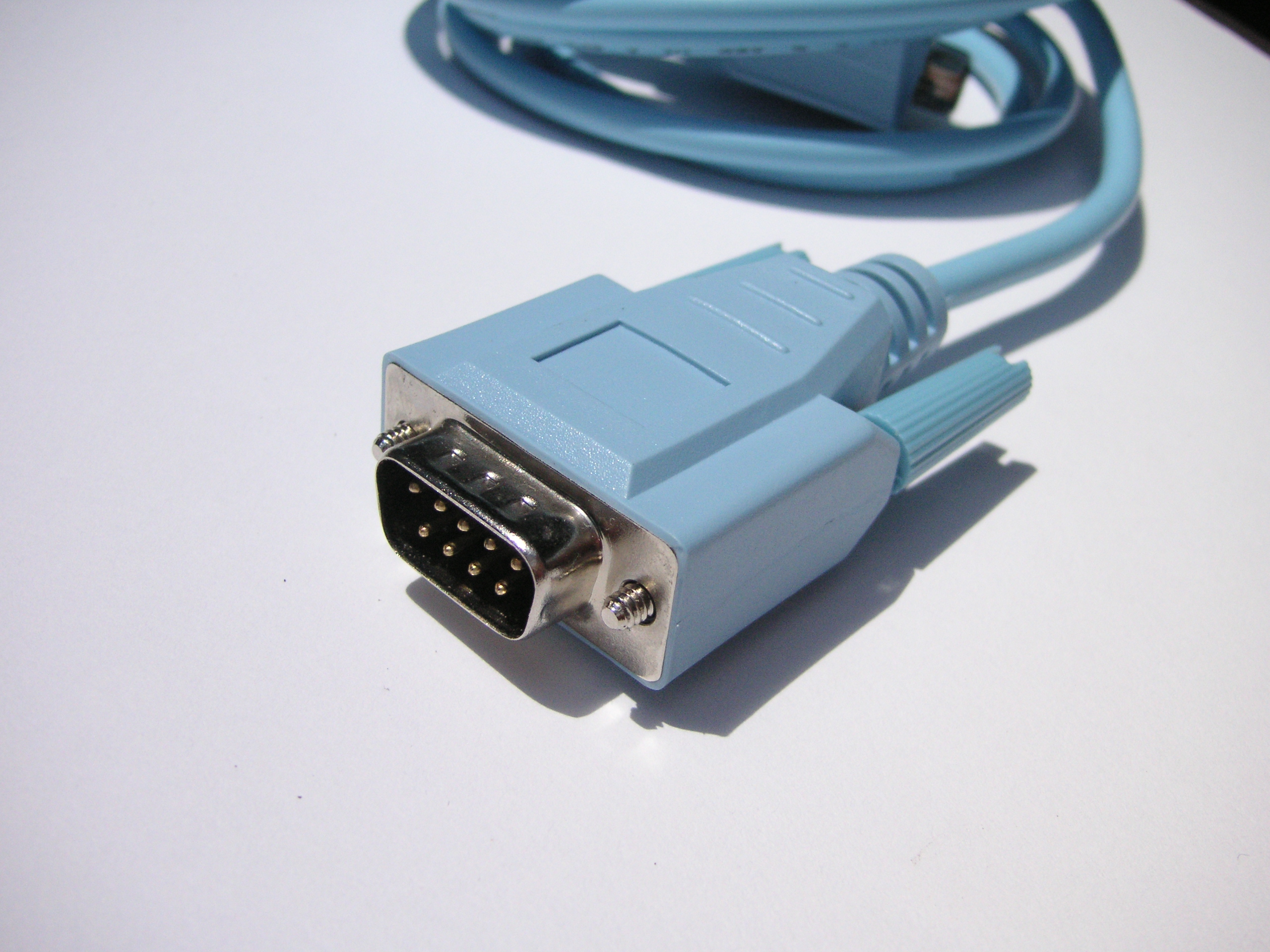
典型的なRS-232通信ケーブル

シリアルケーブルは、情報機器間のシリアル転送通信に用いられるケーブル。RS-232規格が主に用いられる。シリアルケーブルにはD-subminiature(Dサブ)規格の9ピン,25ピン等が多く用いられる。二台のコンピュータ間のシリアルポートを直接接続する結線のシリアルケーブルはヌルモデムという。

## ケーブル最大長
シリアルケーブルの接続最大長は、シリアルポートの送受信機器・通信ビットレート・静電容量・抵抗によって違ってくる。RS-232規格では、2500pFの負荷容量を満たさなければならないが、最大長はケーブルにより特性が違うために定めていない。
そのため最大長は、ビットレート・シリアルポート・ケーブル種別・ケーブル長の組み合わせによって設計者により経験的に決定される。一般的なRS-232互換ポートは数メートル(ヤード)のケーブル長を想定して設計されていることが多い。またその他のシリアル通信規格では、何百・何千メートル間の通信を行えるものもある。

## ケーブル構造
RS-232ケーブルはDサブ規格などの他の規格と同時に作成されることが多い。芯線数はRS-232規格のサブセット相当として3～25本が必要で、4本または6本のものが多くを占める。フラットRJケーブルを用いて電話線スタイルを取る場合も多く、特別なRJ-RS232コネクタと共に使われている。
ケーブルは多くはアンシールド型だが、シールド型ケーブルを用いると電気的雑音を減少することができる。
RS-232ケーブルの問題分析には、"ブレークアウトボックス"と呼ばれる機器を使用する。これはオスとメスのRS-232コネクタを持っており、ピン配列の違うコネクタを自在に結線設定できる。
シリアル接続の周辺機器にはしばしば非標準コネクタを使用するものもあり、その場合メーカーはPCの標準DE-9Mコネクタに接続するために独自規格のケーブルを添付している。一例として、ガーミン eTrex などGPS受信機は3ピンのシリアルインターフェースと、外部電源供給のための追加ピンを持っている。これらのピンは途中でシリアルケーブルと電源ケーブルに分岐できるようになっている。

## 参考資料
- Serial cables schemes
- RS232 Specifications and standard